# Glasniki vere (sura)
Glasniki vere (arabsko Al-Anbiya) je 21. sura (poglavje) v Koranu, ki jo sestavlja 112 ajatov (verzov). Je meška sura.
Med opravljanjem molitve (salata oz. namaza) pri tej suri verniki opravijo 7 ruku'jev (priklonov).